# Harald Heide-Steen jr.
Harald Heide-Steen jr. (ur. 18 sierpnia 1939 w Oslo, zm. 3 lipca 2008 w Bærum) – norweski aktor, piosenkarz i komik. 

## Życiorys
Był synem aktora Haralda Heide Steena (1911–1980). Harald Heide-Steen jr. wystąpił w 24 filmach. Do jego popularności przyczyniła się m.in.  rola Harry’ego w norweskiej wersji serialu Gang Olsena. Od 1992 roku występował na deskach Det Norske Teatret w Oslo. Brał udział w wielu programach telewizyjnych, w tym w popularnym programie Og takk for det, razem z Kirsti Sparboe i Rolvem Wesenlundem (NRK, 1969). Nagrał wiele płyt, m.in. z muzyką jazzową. Był też autorem kilku książek.

## Wybrana filmografia
Źródło: 
- Storfolk og småfolk (1951)
- Kranes konditori (1951)
- Mannen som ikke kunne le (1968)
- Olsenbanden og Dynamitt-Harry (1970)
- Balladen om mestertyven Ole Høiland (1970)
- Olsenbanden tar gull (1972)
- Fem døgn i august (1973)
- Olsenbanden og Dynamitt-Harry går amok (1973)
- Knutsen & Ludvigsen (1974)
- Reisen til julestjernen (1976)[4]
- Olsenbanden og Dynamitt-Harry på sporet (1977)
- Olsenbanden og Data-Harry sprenger verdensbanken (1978)
- Olsenbanden og Dynamitt-Harry mot nye høyder (1979)
- Olsenbandens aller siste kupp (1982)
- ...Men Olsenbanden var ikke død (1984)
- Deilig er fjorden (1985)
- Bryllupsfesten (1989)
- Til en ukjent (1990)
- Herman (1990)
- Olsenbandens siste stikk (1999)

## Nagrody i wyróżnienia
- 1978: Spellemannprisen[2]
- 1985: Leonardstatuetten[2]
- 1991: Leif Justers ærespris[2]
- 2005: Komiprisens hederspris[2]
- 2005: Złoty Medal Królewski Zasługi[5]
- 2007: Oslo byes kulturpris[2]